# قصب السكر العملاق
قصب السكر العملاق (الاسم العلمي:Saccharum giganteum) هو نوع من النباتات يتبع جنس قصب السكر من الفصيلة النجيلية.